# Solbjerggård
Solbjerggård er en herregård der ligger i Solbjerg Sogn, Kalundborg Kommune på Vestsjælland.
Solbjerggård Gods er på 175,3 hektar med Brændebjerggård

## Ejere af Solbjergård
- (1240-1269) Trugils Arnketil
- (1269-1320) Sorø Kloster
- (1320-1360) Jon Nielsen Bille / Esbern Nielsen Bille
- (1360-1370) Jon Nielsen Bille
- (1370-1395) Niels Jonsen Bille
- (1395-1438) Bent Jonsen Bille
- (1438-1445) Erik Bentsen Bille
- (1445-1456) Torben Bille / Bent Bille / Jørgen Bille
- (1456-1489) Peder Bille
- (1489-1529) Anne Lang gift Brahe
- (1529-1537) Laurids Skinkel
- (1537-1577) Slægten Bille
- (1577-1588) Frederik 2.
- (1588-1614) Christian 4.
- (1614-1660) Slægten Bille
- (1660-1688) Henrik Müller
- (1688-1694) Manuel Texeira
- (1694-1740) Jens Lassen
- (1740-1744) Margrethe Elisabeth von Klepping gift von Berner
- (1744) Hans Mosegaard
- (1744-1751) Jacob Hansen
- (1751) Jacob Benzon
- (1751-1761) Peder Kraft
- (1761-1766) Borthuus
- (1766) Claus Plum
- (1766-1784) Christian Frederik Knuth
- (1784-1816) Hans Herman Bidstrup
- (1816) Carl Gustav Bidstrup
- (1816-1820) Simon Frederik Hansen
- (1820-1827) C. F. Jørgensen
- (1827-1831) Anne Charlotte Vogel gift Jørgensen
- (1831) Hans Christian Jørgensen
- (1831-1842) Adolf Jørgensen
- (1842-1843) Frederik Jensen
- (1843-1846) Jacob Hjort
- (1846-1874) Jacob Ludvig Jensen
- (1874-1875) P. C. Petersen
- (1875-1880) Hans Peter Andersen
- (1880-1881) Petrea Johanne Krause gift Andersen
- (1881-1890) Johan William Gudmand Burmeister
- (1890-1910) August Plenge
- (1910-1921) Andreas Gorm
- (1921-1924) Brødrene Jacobsen
- (1924-1925) Simon Hansen van Birch
- (1925-1927) C. V. Hansen
- (1927-1964) Ernest Nathan Sichel
- (1964-1978) John Ernest Sichel
- (1978-1986) Aage Winther
- (1986-) Per Winther

## Udbygninger
- (1745) Nyt stuehus
- (1786) Gården udflyttet
- (1869) Nuværende hovedbygning opført